# Érica Awano
Érica Awano (12 de dezembro de ?) é uma desenhista brasileira de ascendência japonesa, conhecida principalmente por seus trabalhos relacionados ao universo de Tormenta, incluindo a série em quadrinhos Holy Avenger, pela qual recebeu o Troféu HQ Mix em 2002 e 2003.
Embora desenhe no estilo mangá, Awano não se considera mangaká, já que nem sempre segue a narrativa dos quadrinhos japoneses.

## Biografia
Neta de imigrantes japoneses, Érica Awano formou-se em Letras e Literatura pela Universidade de São Paulo (USP) e começou sua carreira como desenhista em 1996 em um mangá licenciado de Mega Man e publicado pela Editora Magnum.
Trabalhou a seguir em Street Fighter Zero 3, escrita por Marcelo Cassaro, e nas revistas Anime EX e Animax na seção "Como Desenhar Mangá". Também foi co-criadora do mascote da revista Anime>Do e co-autora do álbum Mangá Tropical.
Ao lado de Cassaro, ilustrou os Manuais de RPG 3D&T, Tormenta entre outros. Holy Avenger é ambientado no universo de Tormenta, surgiu como uma aventura de RPG em 3 partes e deu origem a uma HQ, também desenhada por ela. O título durou 40 edições, com alguns especiais e minisséries, tornando-se uma das maiores e mais prestigiadas HQs nacionais de aventura de todos os tempos.
Awano criou o pirata James K. (nome inspirado no Capitão Kirk), sua irmã Anne e seu navio Bravado, incluindo-os em Holy Avenger.
Atualmente desenha para o mercado estadunidense, agenciada pela empresa Glass House. É dela o lápis da adaptação para HQ do game Warcraft.
Em 2006, participou do álbum em comemoração aos 25 anos de O Menino Maluquinho, de Ziraldo.
Recentemente, Érica trabalhou numa adaptação de Alice no País das Maravilhas, com roteiros de  Leah Moore (filha de Alan Moore) e  John Reppion, e colorização de PC Siqueira.
Em 2009, Erica participou do álbum MSP 50 em homenagem aos 50 anos de carreira de Mauricio de Sousa, onde escreveu e desenhou uma história do Chico Bento.
Em 2011, a Jambô Editora lançou uma edição especial de DBride Noiva do Dragão, escrita por Marcelo Cassaro e desenhada por Érica, publicada anteriormente de forma seriada na revista Dragon Slayer.
Em 2016, ilustrou o segundo volume de Patas Sujas, escrito por Cris Peter, feito em parceria com o coletivo Estúdio Complementares.
Foi escolhida como Homenageada na Edição do FIQ 2018.